# マックス・ホルクハイマー
マックス・ホルクハイマー（ドイツ語: Max Horkheimer、1895年2月14日 - 1973年7月7日）は、ドイツの哲学者、社会学者。
フランクフルト学派の代表で、テオドール・アドルノとの共著『啓蒙の弁証法』で知られる。その他の著書に『道具的理性批判へ向けて』『批判的理論』などがある。アルトゥル・ショーペンハウアーのペシミズムへの共感を持つ。

## 経歴

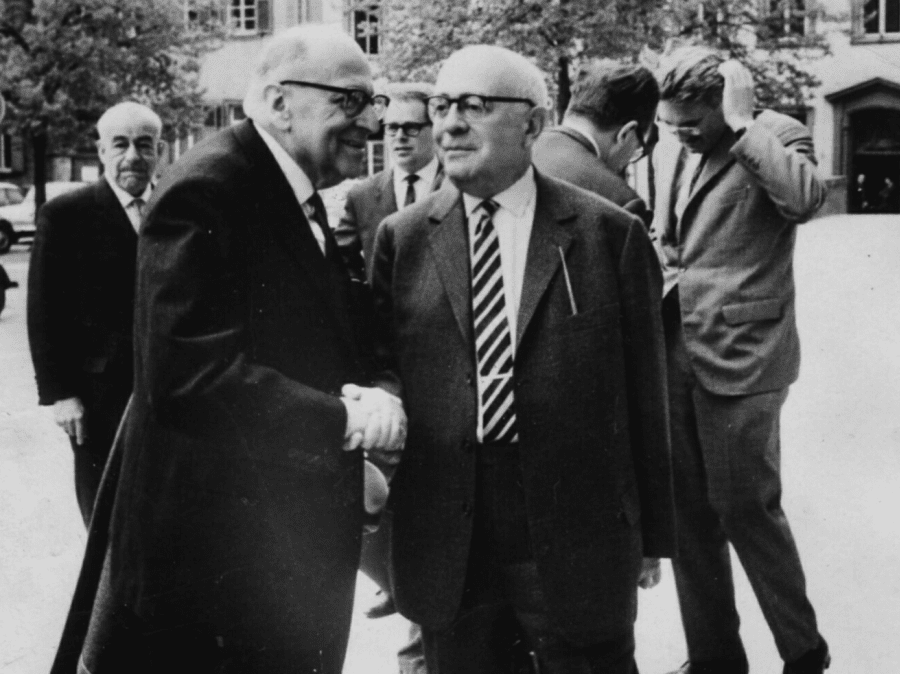
テオドール・アドルノ（右）とともに、1965年ハイデルベルクにて

1895年、シュトゥットガルト郊外のツッフェンハウゼン（Zuffenhausen）でユダヤ系ドイツ人の家庭に生まれた。ギムナジウムに入学するものの中退し、実家が経営する工場で見習いとして働いた。第一次世界大戦に従軍後、1919年にミュンヘンでアビトゥーア資格を所得し、ミュンヘン大学、フランクフルト大学、フライブルク大学で学んだ。1925年にフランクフルト大学で教授資格を得た。1926年に結婚。
社会研究研究所時代
1930年にフランクフルト大学の社会研究研究所の創設に参加。だが、1933年のナチ党の権力掌握後、1934年にスイスのジュネーヴ経由でアメリカに亡命。コロンビア大学で教鞭を執った。
第二次世界大戦後
第二次世界大戦後の1949年にまたフランクフルト大学に戻り、同研究所の所長に復帰。同大学学長も務めた。1954年と1959年には再びアメリカに渡ってシカゴ大学でも教鞭を執った。1964年、フランクフルト大学を退職。かつてホルクハイマーによって同大学の教授職につくことを阻まれた、フランクフルト学派第2世代のユルゲン・ハーバーマスが後任の教授となった。
1973年にニュルンベルクで死去し、ベルンのユダヤ人墓地に葬られている。

## 著作

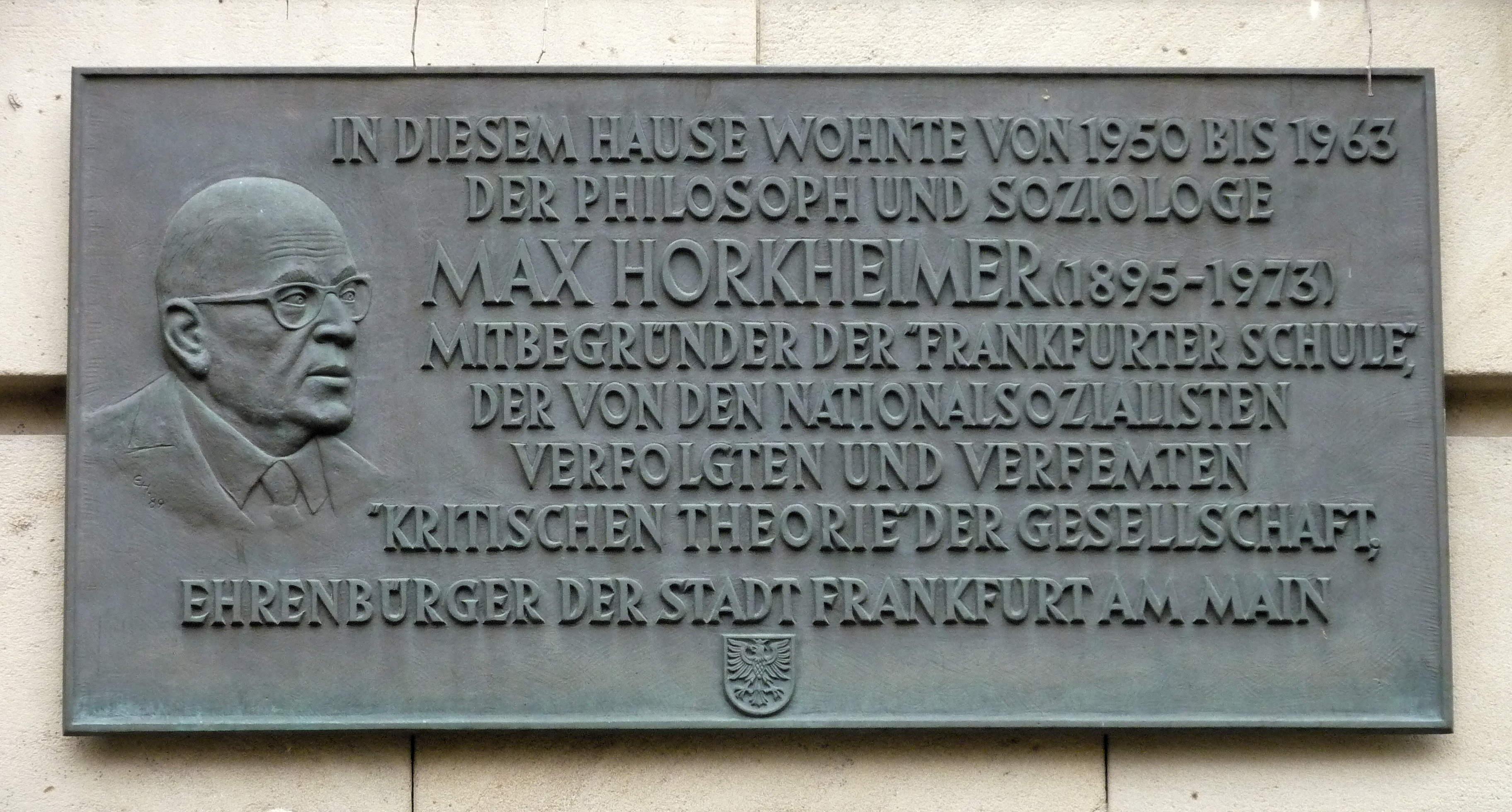
フランクフルト市内にあるホルクハイマーの顕彰碑

### 邦訳された著書
- 『道具的理性批判 第2 (権威と家族)』清水多吉編訳 イザラ書房 1970
- 『理性の腐蝕』山口祐弘訳、せりか書房 1970
- 『哲学の社会的機能』久野収訳、晶文社 1974
- 『権威主義的国家』清水多吉編訳、紀伊國屋書店、1975
- 『批判的社会理論：市民社会の人間学』森田数実編訳、恒星社厚生閣 1994
- 『批判的理論の論理学：非完結的弁証法の探求』角忍・森田数実訳、恒星社厚生閣 1998
- 『理論哲学と実践哲学の結合子としてのカント『判断力批判』』服部健二・青柳雅文訳、こぶし書房 2010
- 『初期哲学論集』青柳雅文訳 こぶし書房 2014

### 共編著の邦訳
- テオドール・W・アドルノ共著『啓蒙の弁証法：哲学的断想』著、徳永恂訳、岩波書店 1990／岩波文庫 2007
- E.フッサール/M.ハイデッガー共著『30年代の危機と哲学』清水多吉・手川誠士郎編訳、イザラ書房 1976／平凡社ライブラリー 1999
- アドルノ共著『ゾチオロギカ フランクフルト学派の社会学論集』三光長治・市村仁・藤野寛訳、平凡社 2012